# Munkebäcksgymnasiet

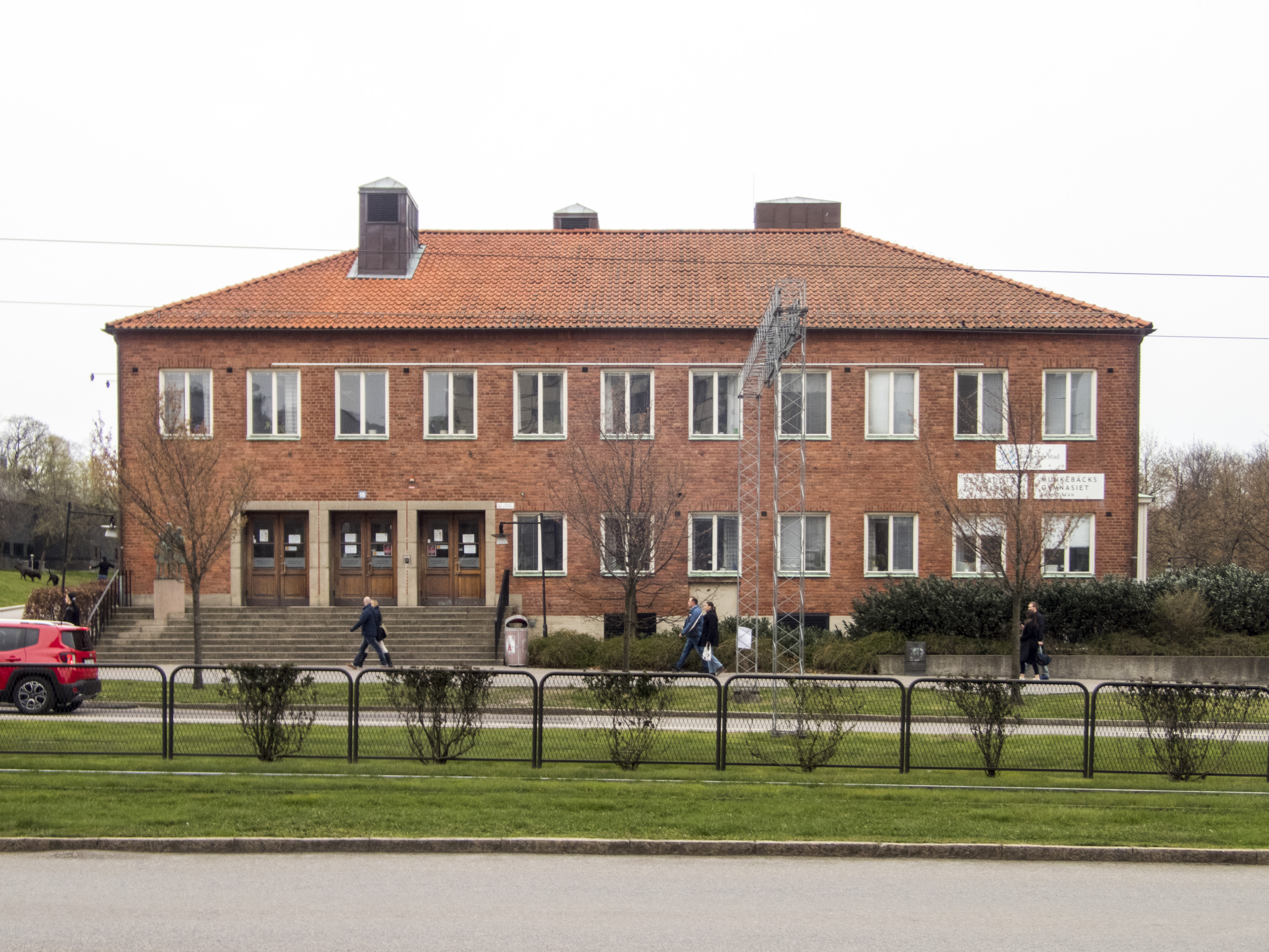
Munkebäcksgymnasiet vid Skånegatan 18 i Göteborg, 2016

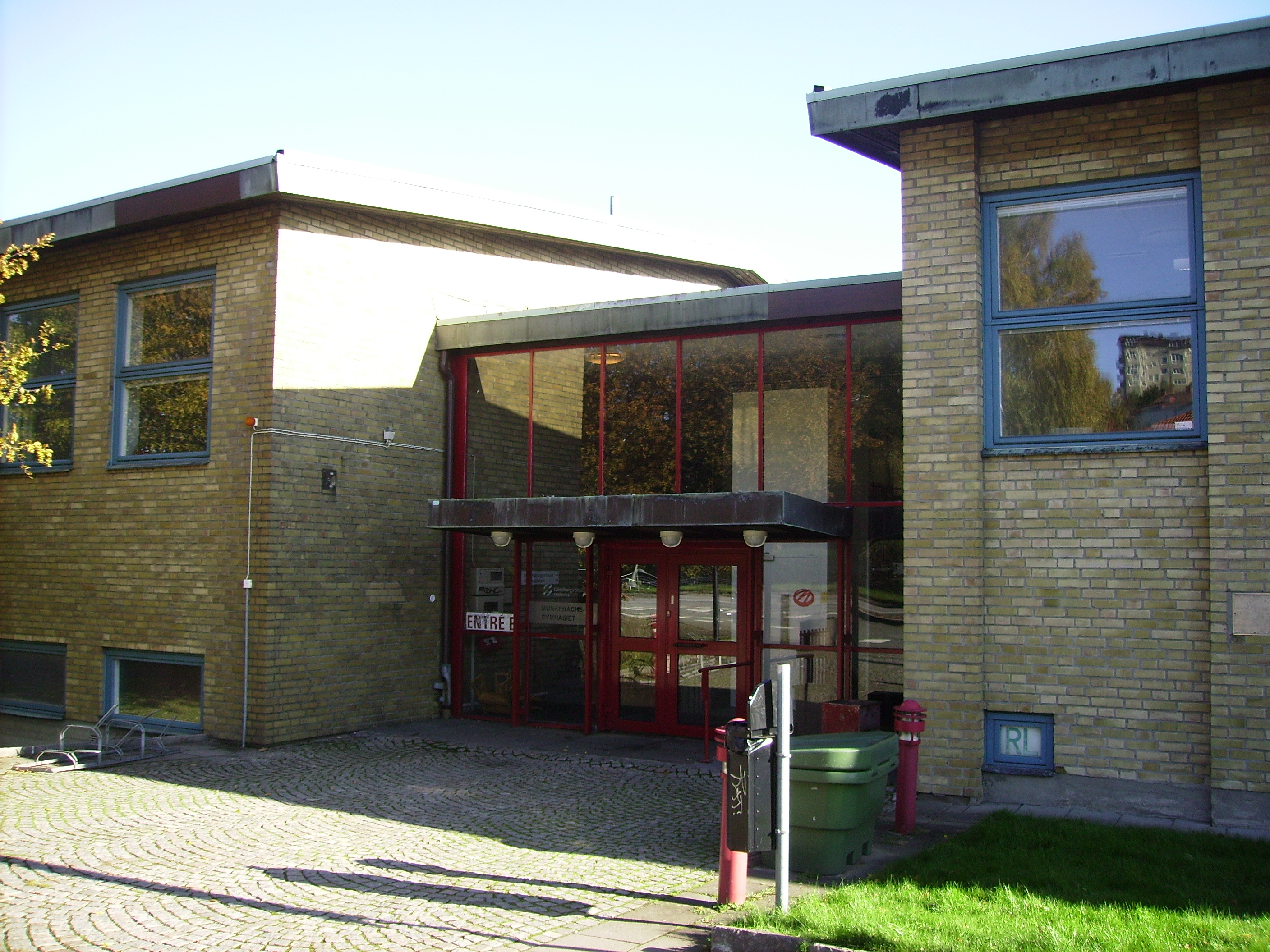
Gamla Munkebäcksgymnasiets entré från dåvarande Munkebäcksgatan (numera Munkebäcks Allé), 2006.

Munkebäcksgymnasiet var en gymnasieskola i Göteborg, startad 1963 och nedlagd 2018. Skolan låg ursprungligen strax norr om Munkebäckstorget, i en gul tegelbyggnad uppförd som skolbyggnad, med adressen Ernst Torulfsgatan 3. Den byggnaden, Munkebäcksskolan eller "gamla  Munkebäcksgymnasiet", revs 2012, efter utbildningsnämndens beslut att flytta Munkebäcksgymnasiet till Skånegatan 18 från och med höstterminen 2009, där skolan sedan låg fram till nedläggningen 2018.
1995 infördes medieprogrammet på Munkebäcksgymnasiet och skolan var från 2000-talet ett rent mediegymnasium och ett av Sveriges största gymnasier inom sitt område. På skolan studerade omkring 2008 drygt 600 elever. År 2010 hade skolan 457 elever. Under 2010-talet började skolans elevantal vika, vilket ledde fram till nedläggningen av skolan. Sista året hade skolan runt 200 elever, varav runt 80 gick program med medieinriktningar och 120 gick introduktionsprogrammet språkintroduktion.
Skolan hade under flera år en egen årlig gala, Guldmunksgalan, där priser delades ut till nominerade elevbidrag i olika kategorier, som bästa film, formgivningsprocess, ljud, multimedia, foto och marknadskommunikation.

## Gamla Munkebäcksgymnasiet
Gamla Munkebäcksgymnasiet, eller Munkebäcksskolan, vid Ernst Torulfsgatan, uppfördes 1963 efter ritningar av arkitekt Johan Tuvert och togs i bruk vid höstterminen samma år. Inledningsvis bestod den av gymnasium och grundskolans högstadium, men de sista grundskoleklasserna gick planenligt ut på våren 1969, varefter skolan blev ett renodlat gymnasium. För att bereda plats för Vårdskolans behov och med hänvisning till ett lägre elevunderlag, fattade skolstyrelsen 28 april 1981 det avgörande beslutet att lägga ned den allmänna skolverksamheten på Munkebäcksgymnasiet vid vårterminens utgång 1983, varefter skolan blev ett vårdgymnasium. Elevantalet varierade under perioden mellan 361 och 892.
1995 infördes medieprogrammet på skolan och skolan övergick med åren till att bli ett mediegymnasium. 2009 flyttade undervisningen till Skånegatan 18. De gamla skollokalerna stod tomma i några år innan de revs 2012.